# Axel Görlitz
Axel Görlitz (* 20. August 1935) ist ein deutscher Politikwissenschaftler und emeritierter Hochschullehrer.

## Leben
Görlitz erwarb 1956 das Abitur am Goethe-Gymnasium in Frankfurt am Main. Im Anschluss studierte er Rechtswissenschaft und Sozialwissenschaft an der Johann Wolfgang Goethe-Universität. 1961 legte er das erste und 1965 das zweite Staatsexamen ab. 1965 wurde er zum Dr. iur. promoviert. Die Habilitation mit der Venia Legendi für Politikwissenschaft erfolgte 1971. Von 1965 bis 1970 war er als wissenschaftlicher Assistent am Seminar für Politische Bildung an der Johann Wolfgang Goethe-Universität tätig. Im Jahr 1970 erhielt er die Professur für Politikwissenschaft an der Pädagogische Hochschule Ludwigsburg und von 1986 an war er Professor für Politikwissenschaft an der Universität Stuttgart. Görlitz befasst sich intensiv mit Rechtspolitologie.

## Schriften (Auswahl)
- Die Erledigung des Verwaltungsrechtsstreits in der Hauptsache (= Diss. Univ. Frankfurt). 1965.
- mit Thomas Ellwein: Gesetzgebung und politische Kontrolle (= Parlament und Verwaltung. Bd. 1). Kohlhammer, Stuttgart 1967.
- Der politische Deutsche, Schöningh, Paderborn 1967.
- Demokratie im Wandel, Westdeutscher Verlag, Köln/Opladen 1969.
- Verwaltungsgerichtsbarkeit in Deutschland, Luchterhand, Neuwied am Rhein/Berlin 1970.
- Politikwissenschaftliche Propädeutik, Rowohlt, Reinbek bei Hamburg 1972, ISBN 3-499-21025-8 (2. Aufl. 1983).
- (Hrsg.): Handlexikon zur Politikwissenschaft. 2. Auflage. Ehrenwirth, München 1972, ISBN 3-431-01486-0.
- Politische Funktionen des Rechts, Akademische Verlagsgesellschaft, Wiesbaden 1976, ISBN 3-400-00306-9.
- Politische Sozialisationsforschung. Eine Einführung, Kohlhammer, Stuttgart 1977, ISBN 3-17-004413-3.
- Politikwissenschaftliche Theorien, Kohlhammer, Stuttgart 1980, ISBN 3-17-005870-3.
- mit Rüdiger Voigt: Rechtspolitologie. Eine Einführung, Westdeutscher Verlag, Opladen 1985, ISBN 3-531-22130-2.
- (Hrsg., mit Rainer Prätorius): Handbuch Politikwissenschaft. Rowohlt, Reinbek 1987, ISBN 3-499-55432-1.
- (Hrsg.): Politische Steuerung sozialer Systeme. Mediales Recht als politisches Steuerungskonzept (= Rechtspolitologische Texte. Bd. 2). Centaurus-Verlags-Ges., Pfaffenweiler 1989, ISBN 3-89085-298-X.
- (Hrsg.): Politische Steuerung und Systemumwelt (= Rechtspolitologische Texte. Bd. 4). Centaurus-Verlagsgesellschaft, Pfaffenweiler 1990, ISBN 3-89085-500-8.
- (Hrsg., mit Rüdiger Voigt): Rechtsvereinheitlichung (= Jahresschrift für Rechtspolitologie. Bd. 6).  Centaurus-Verlags-Ges., Pfaffenweiler 1992, ISBN 3-89085-587-3.
- (Hrsg.): Umweltpolitische Steuerung (= Rechtspolitologie, Bd. 1). Nomos, Baden-Baden 1994, ISBN 3-7890-3295-6.
- Politische Steuerung. Ein Studienbuch. Leske + Budrich, Opladen 1995, ISBN 3-8100-1449-4 (2. Aufl. 1998).
- (Hrsg.): Politische Justiz (= Jahresschrift für Rechtspolitologie. Bd. 6). Nomos, Baden-Baden 1996, ISBN 3-7890-4468-7.
- (Hrsg.): Informelle Verfassung (= Jahresschrift für Rechtpolitologie. Bd. 11). Nomos, Baden-Baden 1998, ISBN 3-7890-5700-2.
- (Hrsg., mit Hans-Peter Burth): Politische Steuerung in Theorie und Praxis (= Rechtspolitologie. Bd. 12). Nomos, Baden-Baden 2001, ISBN 3-7890-7446-2.